# يفغيني كوبلوف
يفغيني كوبلوف (بالروسية: Коптелов, Евгений Николаевич)‏ (مواليد 24 نوفمبر 1993) هو سبّاح روسي، مثّل بلاده في الألعاب الأولمبية الصيفية 2016.

## روابط خارجية
يفغيني كوبلوف على موقع الاتحاد الدولي للسباحة (الإنجليزية)
- يفغيني كوبلوف على موقع أوليمبيديا (الإنجليزية)